# Меджидова, Забия Абуюсуповна
Забия Абуюсуповна Меджидова (23 июля 1990 год, Махачкала, Дагестанская АССР, РСФСР, СССР) — российская регбистка, нападающая клуба «Сборная Дагестана». Мастер спорта России.

## Биография
Выступает за сборную Дагестана.
В составе российской сборной выступила на чемпионате Европы (Европейский трофи), проходившем 6-15 октября 2016 года в Мадриде.